# Open Pau-Pyrénées 2024 - Doppio
Il doppio del torneo di tennis professionistico Open Pau-Pyrénées 2024, facente parte della categoria Challenger 125 nell'ambito dell'ATP Challenger Tour 2024, si è giocato dal 19 al 25 febbraio a Pau, in Francia. Dan Added e Albano Olivetti erano i detentori del titolo e solo Olivetti ha partecipato a questa edizione, giocando in coppia con Jonathan Eysseric.
In finale Christian Harrison e Brandon Nakashima hanno sconfitto Romain Arneodo e Sam Weissborn con il punteggio di 7–6(5), 6–4.

## Teste di serie
1. Romain Arneodo /  Sam Weissborn (finale)
2. Nikola Ćaćić /  Denys Molčanov (quarti di finale, ritirati)

1. Constantin Frantzen /  Hendrik Jebens (semifinale)
2. Jonathan Eysseric /  Albano Olivetti (semifinale)

## Wildcard
1. Louis Dussin /  Maxence Rivet (primo turno)

1. Clément Chidekh /  Roy Stepanov (primo turno)

## Alternate
1. Gijs Brouwer /  George Goldhoff (primo turno)

## Tabellone

### Legenda
| - Q = Qualificato - WC = Wild card - LL = Lucky loser | - ALT = Alternate - SE = Special Exempt - PR = Protected Ranking | - w/o = Walkover - r = Ritirato - d = Squalificato |

|  | Primo turno | Primo turno                  | Primo turno                  | Primo turno | Primo turno |  |  | Quarti di finale | Quarti di finale            | Quarti di finale            | Quarti di finale       | Quarti di finale       |   |     | Semifinali | Semifinali                   | Semifinali                   | Semifinali                           | Semifinali                           |   |   | Finale | Finale | Finale | Finale | Finale |  |
|  |             |                              |                              |             |             |  |  |                  |                             |                             |                        |                        |   |     |            |                              |                              |                                      |                                      |   |   |        |        |        |        |        |  |
|  | 1           | R Arneodo S Weissborn        | 1                            | 6           | [10]        |  |  |                  |                             |                             |                        |                        |   |     |            |                              |                              |                                      |                                      |   |   |        |        |        |        |        |  |
|  |             | F Bergevi M Veldheer         | 6                            | 3           | [7]         |  |  | 1                | R Arneodo S Weissborn       | 6                           | 6                      | [10]                   |   |     |            |                              |                              |                                      |                                      |   |   |        |        |        |        |        |  |
|  |             | M Guinard G Jacq             | M Guinard G Jacq             | 6           | 6           |  |  |                  | M Guinard G Jacq            | 3                           | 78                     | [8]                    |   |     |            |                              |                              |                                      |                                      |   |   |        |        |        |        |        |  |
|  | WC          | L Dussin M Rivet             | L Dussin M Rivet             | 4           | 4           |  |  |                  |                             |                             |                        |                        |   |     | 1          | R Arneodo S Weissborn        | 6                            | 62                                   | [10]                                 |   |   |        |        |        |        |        |  |
|  | 3           | C Frantzen H Jebens          | C Frantzen H Jebens          | 6           | 6           |  |  |                  |                             | 3                           | C Frantzen H Jebens    | 4                      | 7 | [8] |            |                              |                              |                                      |                                      |   |   |        |        |        |        |        |  |
|  | WC          | C Chidekh R Stepanov         | C Chidekh R Stepanov         | 3           | 2           |  |  | 3                | C Frantzen H Jebens         | C Frantzen H Jebens         | 6                      | 79                     |   |     |            |                              |                              |                                      |                                      |   |   |        |        |        |        |        |  |
|  | Alt         | G Brouwer G Goldhoff         | 7                            | 3           | [8]         |  |  |                  | L Johnson P Niklas-Salminen | L Johnson P Niklas-Salminen | 3                      | 67                     |   |     |            |                              |                              |                                      |                                      |   |   |        |        |        |        |        |  |
|  |             | L Johnson P Niklas-Salminen  | 5                            | 6           | [10]        |  |  |                  |                             |                             |                        |                        |   |     | 1          | Romain Arneodo Sam Weissborn | Romain Arneodo Sam Weissborn | 65                                   | 4                                    |   |   |        |        |        |        |        |  |
|  |             | I Liutarevich V Manafov      | I Liutarevich V Manafov      | 5           | 3           |  |  |                  |                             |                             |                        |                        |   |     |            |                              |                              | Christian Harrison Brandon Nakashima | Christian Harrison Brandon Nakashima | 7 | 6 |        |        |        |        |        |  |
|  |             | P-H Herbert L Riedi          | P-H Herbert L Riedi          | 7           | 6           |  |  |                  | P-H Herbert L Riedi         | P-H Herbert L Riedi         | 62                     | 64                     |   |     |            |                              |                              |                                      |                                      |   |   |        |        |        |        |        |  |
|  |             | M Bortolotti S Martos Gornés | M Bortolotti S Martos Gornés | 3           | 2           |  |  | 4                | J Eysseric A Olivetti       | J Eysseric A Olivetti       | 7                      | 7                      |   |     |            |                              |                              |                                      |                                      |   |   |        |        |        |        |        |  |
|  | 4           | J Eysseric A Olivetti        | J Eysseric A Olivetti        | 6           | 6           |  |  |                  |                             |                             |                        |                        |   |     | 4          | J Eysseric A Olivetti        | J Eysseric A Olivetti        | 4                                    | 5                                    |   |   |        |        |        |        |        |  |
|  |             | L Harris B Paire             | 6                            | 3           | [7]         |  |  |                  |                             |                             | C Harrison B Nakashima | C Harrison B Nakashima | 6 | 7   |            |                              |                              |                                      |                                      |   |   |        |        |        |        |        |  |
|  |             | C Harrison B Nakashima       | 2                            | 6           | [10]        |  |  |                  | C Harrison B Nakashima      | C Harrison B Nakashima      | C Harrison B Nakashima | w/o                    |   |     |            |                              |                              |                                      |                                      |   |   |        |        |        |        |        |  |
|  |             | K Drzewiecki Z Kolář         | K Drzewiecki Z Kolář         | 2           | 5           |  |  | 2                | N Ćaćić D Molčanov          | N Ćaćić D Molčanov          | N Ćaćić D Molčanov     |                        |   |     |            |                              |                              |                                      |                                      |   |   |        |        |        |        |        |  |
|  | 2           | N Ćaćić D Molčanov           | N Ćaćić D Molčanov           | 6           | 7           |  |  |                  |                             |                             |                        |                        |   |     |            |                              |                              |                                      |                                      |   |   |        |        |        |        |        |  |